# Schreckensteinia
Schreckensteinia es una género de polillas de la familia Schreckensteiniidae. Este género se encuentra distribuido desde Norteamérica hasta Sudamérica y actualmente cuenta con 5 especies. 

## Especies
- Schreckensteinia erythriella Clemens, 1860
- Schreckensteinia felicella Walsingham, 1880
- Schreckensteinia festaliella Hübner, 1819
- Schreckensteinia inferiorella Zeller, 1877
- Schreckensteinia jocularis Walsingham, 1914